# Доње Перово
Доње Перово или Перово (мкд. Долно Перово) је насеље у Северној Македонији, у јужном делу државе. Доње Перово припада општини Ресан.

## Географија
Насеље Доње Перово је смештено у југозападном делу Северне Македоније. Од најближег већег града, Битоља, насеље је удаљено 45 km западно, а од општинског средишта 12 јужно.
Доње Перово се налази у области Горње Преспе, области око западне и северне обале Преспанског језера. Насеље је смештено на северној обали Преспанског језера. Око насеља се пружа пријезерско поље, а даље ка западу се издиже планина Галичица. Надморска висина насеља је приближно 850 метара.
Клима у насељу је планинска због знатне надморске висине.

## Становништво
Доње Перово је према последњем попису из 2002. године имало 175 становника. 
Већину становништва чине етнички Македонци (100%).
Већинска вероисповест је православље.